# Aluloviće
Aluloviće (Servisch cyrillisch: Алуловиће) is een plaats in de Servische gemeente Novi Pazar. De plaats telt 362 inwoners (2002).